# Frank King (General)
Sir Frank Douglas King, GCB, MBE (* 9. März 1919 in Brightwell-cum-Sotwell, Berkshire, England; † 30. März 1998) war ein britischer Offizier der British Army, der unter anderem als General zwischen 1976 und 1978 Oberkommandierender der Britischen Rheinarmee sowie in Personalunion auch Oberkommandierender der NATO-Heeresgruppe Nord NORTHAG (Northern Army Group) war.

## Leben
Frank Douglas King, Sohn der Farmer Arthur King und Kate Eliza Sheard King, besuchte die Wallingford Grammar School und wurde während des Zweiten Weltkrieges am 4. Juli 1940 als Leutnant (Second Lieutenant) in das Regiment der Royal Welch Fusiliers übernommen. Er nahm im September 1944 an der Operation Market Garden teil, eine Luft-Boden-Operation der Alliierten im 	Korridor von Eindhoven bis Arnhem, und geriet in deren Verlauf in deutsche Kriegsgefangenschaft. Nach Kriegsende besuchte er 1946 das Royal Military College of Science (RMCS) in Shrivenham sowie 1950 das Staff College Camberley und fand danach zahlreiche Verwendungen als Offizier und Stabsoffizier. 1953 wurde er Mitglied des Order of the British Empire (MBE) und er war zwischen April 1960 und Mai 1962 als Oberstleutnant (Lieutenant-Colonel) Kommandeur (Commanding Officer) des 2. Bataillons des Fallschirmjägerregiments (2nd Parachute Regiment).
Als Brigadegeneral (Brigadier) war King von Dezember 1962 bis Januar 1965 Kommandeur der in Minden stationierten 11. Infanteriebrigade (11th Infantry Brigade). Im Januar 1967 übernahm er als Generalmajor (Major-General) den Posten als Leiter des Referats Boden-Luft-Kriegsführung im Heeresstab (Director of Land/Air Warfare) sowie im Anschluss von August 1968 bis Mai 1969 als Leiter des Referats Überseeische Militärhilfe (Director of Military Assistance Overseas) im Verteidigungsministerium (Ministry of Defence). Daraufhin fungierte er zwischen Juli 1969 und Oktober 1971 als Kommandant des Royal Military College of Science und wurde 1971 Companion des Order of the Bath (CB).
Im November 1971 übernahm Frank King als Generalleutnant (Lieutenant-General) von Generalleutnant Sir Mervyn Butler den Posten als Oberkommandierender des Strategischen Heereskommandos (Commander-in-Chief, Army Strategic Command). Am 1. Januar 1972 wurde er zum Knight Commander des Order of the Bath (KCB) geschlagen und führte fortan den Namenszusatz „Sir“. Nach Auflösung des Strategischen Heereskommandos wurde er im April 1972 erster stellvertretender Oberkommandierender der Landstreitkräfte des Vereinigten Königreichs (Deputy Commander-in-Chief, United Kingdom Land Forces) und damit Stellvertreter von General Sir Basil Eugster, dem ersten Oberkommandierenden der Landstreitkräfte. Er bekleidete diesen Posten bis Januar 1973 und wurde daraufhin von Generalleutnant Sir Allan Macnab Taylor abgelöst. King selbst löste daraufhin während des Nordirlandkonflikts im Februar 1973 Generalleutnant Sir Harry Tuzo als Kommandeur (General Officer Commanding) des Nordirland-Bezirks ab und hatte dieses Kommando bis August 1975 inne, woraufhin Generalleutnant Sir David House seine dortige Nachfolge antrat. In dieser Verwendung wurde er am 1. Januar 1976 auch zum Knight Grand Cross des Order of Bath (GCB) erhoben.
Zuletzt kehrte Sir Frank Douglas King im Januar 1976 noch einmal in die Bundesrepublik Deutschland zurück und übernahm als General erneut von General Sir Harry Tuzo den Posten als Oberkommandierender der Britischen Rheinarmee BAOR (Commander-in-Chief, British Army of the Rhine). Er hatte diesen bis zu seinem Ausscheiden aus dem aktiven Militärdienst im September 1978 inne und wurde daraufhin General Sir William Scotter abgelöst. In Personalunion war er zwischen Januar 1976 und September 1978 auch Oberkommandierender der NATO-Heeresgruppe Nord NORTHAG (Northern Army Group). Im Anschluss wechselte er in die Privatwirtschaft und war zwischen 1978 und 1992 Direktor von Kilton Properties sowie von Springthorpe Property Co.